# Don Hopgood
Hon. Donald „Don“ Jack Hopgood AO (* 5. September 1938 in Prospect, South Australia) ist ein ehemaliger australischer Politiker der Labor Party, der zwischen 1970 und 1993 Mitglied des South Australian House of Assembly sowie zeitweise Minister war. Er war von 1985 bis 1992 stellvertretender Vorsitzender der Labor Party von South Australia und zeitgleich stellvertretender Premier dieses Bundesstaates.

## Leben

### Lehrer, Mitglied desSouth Australian House of Assemblysowie Minister in den Regierung Dunstan
Donald „Don“ Jack Hopgood stammt aus einer Arbeiterfamilie und war der Sohn von Jack Hopgood, einem Arbeiter beim Farbmittelhersteller Berger Paints, und dessen Ehefrau Gwen Bessell Hopgood. Sein Großvater väterlicherseits arbeitete im Eisenbahndepot Islington Railway Workshops, während sein Großvater mütterlicherseits Schriftsetzer war. Er selbst absolvierte nach dem Besuch der Prospect Primary School und der Adelaide Boys’ High School ein Lehramtsstudium am Adelaide Teachers’ College. Während des Studiums spielte er als Jazztrompeter in Bands der Hochschule und der Prospect North Methodist Church. Nach dessen Abschluss war er als Lehrer tätig und unterrichtete drei Jahre lang an der Le Fevre Boys’ Technical High School sowie ein Jahr lang an der Whyalla Technical High School, ehe er fünf Jahre lang Lehrer an der Westminster School war. Mit einem Stipendium schloss er zudem 1974 eine Promotion zum Doctor of Philosophy (Ph.D.) mit der Dissertation „A Psephological Examination of the South Australian Labor Party from World War One to the Depression“ an der University of Adelaide ab.
Am 30. Mai 1970 wurde Hopgood für die Labor Party im neu geschaffenen Wahlkreis Mawson erstmals zum Mitglied der South Australian House of Assembly gewählt, des Unterhauses des Parlaments von South Australia, und vertrat diesen Wahlkreis bis zur Wahl am 17. September 1977, woraufhin dieser Wahlkreis von seinem Parteifreund Leslie Drury gewonnen wurde.
Am 20. September 1973 wurde Don Hopgood in die zweite Regierung von Premier Don Dunstan berufen und bekleidete in dieser bis zum 23. Juni 1975 die Posten als Minister für Entwicklung und Bergbau (Minister of Development and Mines) und zugleich als Beigeordneter Minister beim Premier. Nach einer Umbildung der Regierung Dunstan fungierte er zwischen dem 24. Juni 1975 und dem 15. Februar 1979 als Bildungsminister (Minister of Education). Bei der Wahl am 17. September 1977 wurde er für die ALP im neu geschaffenen Wahlkreis Baudin wieder zum Mitglied des House of Assembly gewählt und vertrat diesen Wahlkreis bis zu dessen Auflösung am 10. Dezember 1993, wobei er auf eine erneute Kandidatur bei der Wahl am 11. Dezember 1993 verzichtete. In der darauf folgenden Regierung von Premier Des Corcoran bekleidete er zwischen dem 15. Februar und dem 18. September 1979 weiterhin das Amt des Bildungsministers. Am 13. Dezember 1979 wurde ihm der Höflichkeitstitel The Honourable verliehen. Nach der Niederlage der ALP bei der Wahl am 15. September 1979 fungierte er zwischen 1979 und 1982 als Opposition Whip und damit als Parlamentarischer Geschäftsführer der oppositionellen Labor Party-Fraktion.

### Minister in den Regierung Bannon und Arnold, stellvertretender Vorsitzender der Labor Party von South Australia und stellvertretender Premier
Nach dem Sieg der ALP bei der Wahl am 6. November 1982 wurde Don Hopgood in die Regierung von Premier John Bannon berufen und übernahm vom 10. November 1982 bis zum 20. April 1989 den Posten als Minister für Umwelt und Planung (Minister for Environment and Planning). Zugleich war er zwischen dem 10. November 1982 und dem 16. Juli 1985 Minister für Rückkehrer (Minister of Repatriation) sowie Minister für Ländereien (Minister of Lands). Als Nachfolger von Jack Wright übernahm er am 16. Juli 1985 die Funktion als Deputy Leader of the South Australian Labor Party und war damit bis zu seiner Ablösung durch Frank Blevins am 26. Juli 1985 Stellvertreter des Parteivorsitzenden John Bannon.
Im Zuge einer Umbildung der Regierung Bannon wurde er zudem am 16. Juli 1985 stellvertretender Premier (Deputy Premier) und bekleidete dieses Amt bis zum 4. September 1992. Des Weiteren war er vom 16. Juli 1985 bis zum 20. April 1989 auch noch als Chief Secretary Chefsekretär der Regierung und zeitgleich Minister für Rettungsdienste (Minister of Emergency Services). Er fungierte weiterhin zwischen dem 18. Dezember 1985 und dem 29. Juli 1988 als Minister für Wasserressourcen (Minister of Water Resources) sowie vom 4. bis 12. August 1988 kurzzeitig als Gesundheitsminister (Minister of Health) und als Minister für Gemeinwohl (Minister of Community Welfare). Nach einer neuerlichen Regierungsumbildung fungierte er vom 20. April 1989 bis zum 4. September 1992 abermals als Gesundheitsminister und zudem als Minister für das Altern (Minister for the Aged) sowie zwischen dem 20. April 1985 und dem 14. Dezember 1989 noch einmal als Minister für das Gemeinwohl. Am 14. Dezember 1989 wurde er ferner Minister für Familie und Gemeinwesen (Minister of Family and Community Services) und hatte auch diesen Posten bis zum 4. September 1992 inne. In der darauf folgenden Regierung von Premier Lynn Arnold war er schließlich zwischen dem 4. September und dem 1. Oktober 1992 weiterhin Gesundheitsminister, Minister für das Altern sowie Minister für Familie und Gemeinwesen.
Für den Dienst im südaustralischen Parlament, für Naturschutz und Umwelt sowie für die Gemeinschaft wurde er im Rahmen des Australia Day am 26. Januar 1995 zum Officer des Order of Australia (AO) ernannt. Nach seinem Ausscheiden aus der Legislativversammlung wurde er 1997 als Nachfolger von Reverend Margaret Polkinghorne Moderator der Synode von South Australia der Uniting Church in Australia (UCA) und bekleidete diese Funktion bis zu seiner Ablösung durch Reverend Don Catford 1999. Ihm zu Ehren wurde das Hopgood Theatre in South Adelaide benannt. Aus seiner 1964 geschlossenen Ehe mit der 2007 verstorbenen Helen Raelene Medlin Hopgood gingen drei Kinder hervor.

## Veröffentlichung
- A Psephological Examination of the South Australian Labor Party from World War One to the Depression, Dissertation, University of Adelaide 1974

## Hintergrundliteratur
- Parliament of South Australia: Statistical Record of the Legislature 1836–2007 (Memento vom 11. März 2019 im Internet Archive)